# 慕尼黑工业大学
慕尼黑工业大学（德語：Technische Universität München），简称，位于德国南部第一大城市慕尼黑，学校前身是巴伐利亚国王于1868年建立的“慕尼黑皇家拜仁工学院”。慕尼黑工业大学是一所享誉全球的世界顶尖研究型大学，理工院校之翘楚，其被认为是德国大学在当今世界上的标志，常年排名德国大学榜首。
慕尼黑工业大学以卓越的创新精神和科教质量，成为首批三所德国精英大学、国际科技大学联盟、全球大学高等研究院联盟、欧洲卓越理工大学联盟、欧洲顶尖工科大学联盟等组织成员，被德国政府列为“未来计划”中重点资助对象， 享有德国最高科研经费。
慕尼黑工业大学的校训是：“立足于拜仁，成功于世界”。迄今为止，TUM有19位诺贝尔奖得主，23位莱布尼茨奖得主，29位IEEE Fellow。
慕尼黑工业大学位列2024年QS世界工程技术大学排名第19位，其学科世界排名：电气与电子工程（19）、机械工程（21）、建筑学（21）、计算机科学与信息系统（31）、化学（20）、物理与天文学（18），2025年泰晤士高等教育世界大學排名(THE)第26位（德国第一），2026年QS世界大学排名第22位（德国第一），2024年軟科世界大学学术排名(ARWU)第47位（德国第二），2024年莫斯科国际大学排名第23位（德国第一），2022年THE世界大学创新力排名並列全球第1，就业力排名全球第12。TUM也是德国唯一一所入选2022年英国高潜力人才签证计划的院校。
慕尼黑工业大学附属医院位列2022美国《新闻周刊》全球医院排名第22位，TUM也拥有欧洲最早成立的“德意志心脏中心”。TUM是近代力学之父普朗特，制冷机之父林德，柴油机之父狄塞尔，计算机B树发明者拜尔，现代建筑奠基人瓦尔特，中国工程院院士徐惠彬，宝马公司董事长兼CEO雷瑟夫等世界名人的母校。
2020年，清华大学校长邱勇、帝国理工学院校长贾斯特与慕尼黑工业大学校长霍夫曼举行旗舰型合作伙伴签署仪式。TUM合作伙伴包括欧洲宇航（EADS）、保时捷、奔驰、宝马、奥迪、西门子、安联等。

## 系科设置

### 市中心校區（Innenstadt）

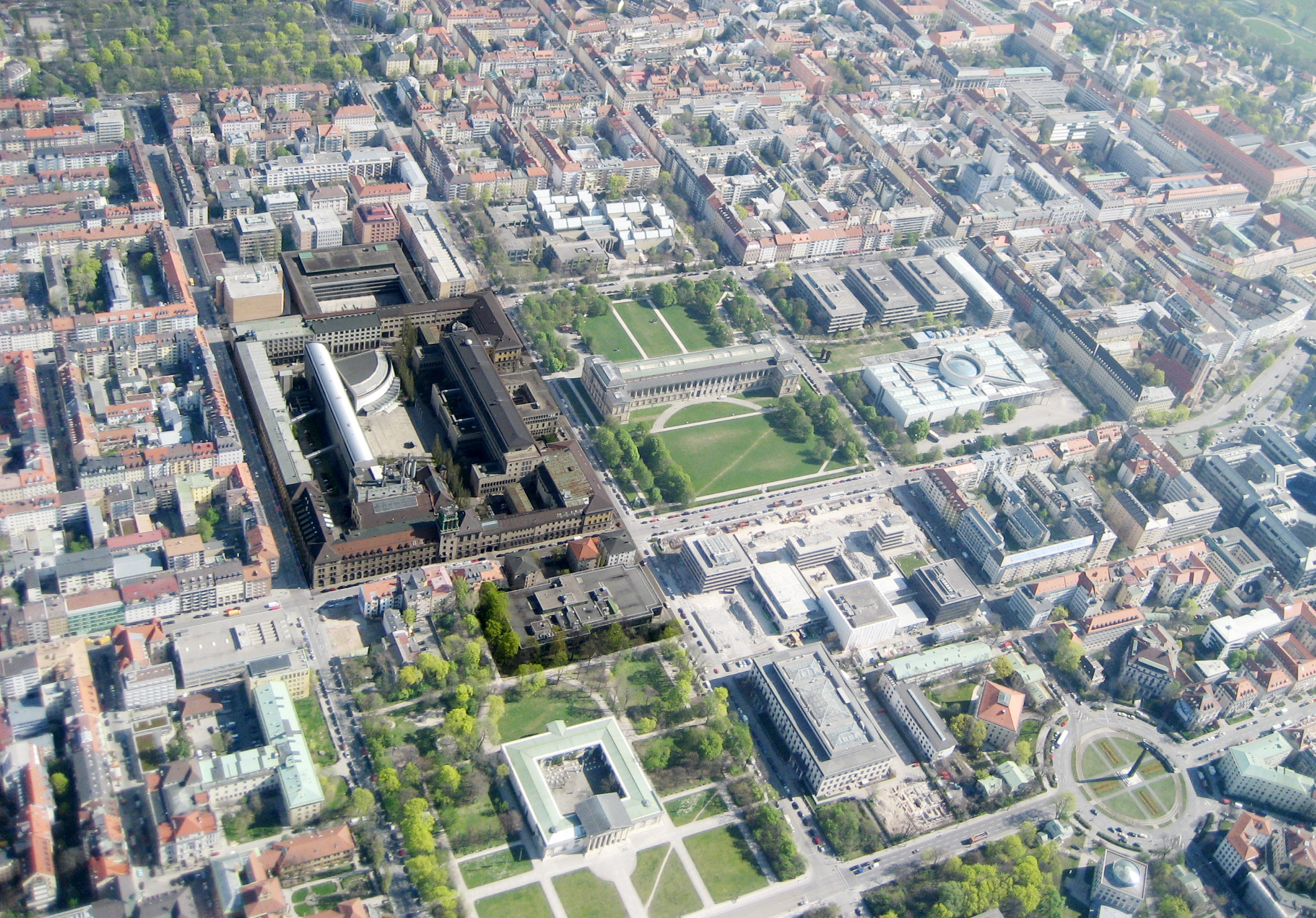
空中摄影慕尼黑工业大学主校区（仅为图中左上角深褐色建筑物区域）

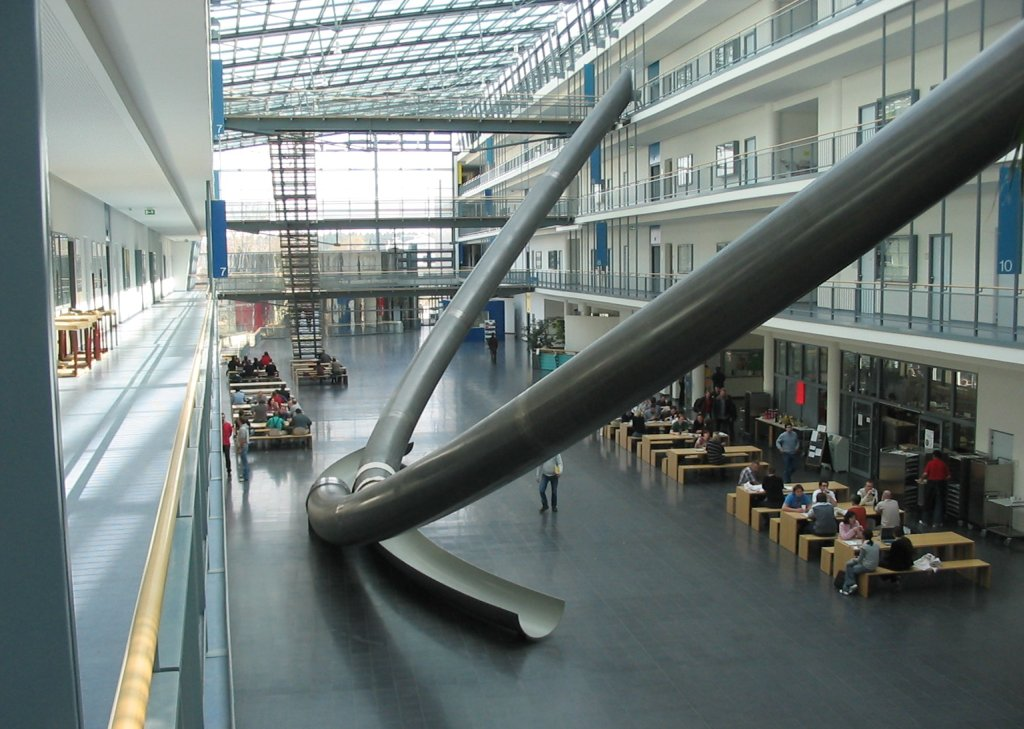
慕尼黑工业大学加兴校区数学与计算机系楼内两座滑梯

- 建筑学（主校区）
- 土木工程与测量学（主校区）
- 企业经济学（主校区）
- 政治科學（主校區）
- 地球科学（主校区）
- 电子与信息工程（主校区）
- 医学（临床教学中心）
- 体育科学（奥林匹亚公园）
- 教育學（Marsstraße）

### 加兴校区（Garching）
- 化学
- 数学与计算机科学
- 机械
- 物理

### 弗赖辛的魏恩施蒂芬校区（Weihenstephan, Freising）
- 营养学，土地规划与环境科学：
  - 农业与园艺
  - 生物科学
  - 林学（以前该专业在路德维希-马克西米连大学-慕尼黑（或简称慕尼黑大学））
  - 景观设计与景观规划
  - 营养学
  - 食品工程（包括牛奶科学）

### 施特劳宾校区（Straubing）
- 管理与技术（永續發展方向）
- 生物经济学
- 生物信息学

### 新加坡校区（Singapore）
联合培养硕士课程 合作院校 新加坡国立大学和南洋理工大学
- 轨道，交通与物流工程
- 集成电路设计工程
- 工业化学工程
- 绿色电子工程
- 航空航天工程
- 食品科学工程

### 海尔布隆校区(Heilbronn)
- 管理与技术
- 信息工程

## 历史
慕尼黑工业大学的前身由国王路德维希二世于1868年建立，其官方名称为“慕尼黑皇家拜仁高级技术学校”（德文：Königlich Bayerische Technische Hochschule München），当时是一所综合技术学校，学校于1970年由高级技校升级为“慕尼黑技术大学, Technische Universität München 德文, Technical University of Munich 英文”。
化学教授沃尔夫冈 A. 赫尔曼（德文：Wolfgang A. Herrmann）自1995年起担任慕尼黑工业大学校长，他是当今德国一位旗帜鲜明的高校改革者。他于2005年5月10日被学校管理委员会一致推选并第二次连任校长。他的提議最初始于对慕尼黑工业大学的根本性结构变革，后来其他州以及奥地利的高校也纷纷效仿其新的高校规章制度。
慕尼黑工业大学的科系设置主要基于工程科学和部分自然科学，另外还设有部分医学学科（易萨河畔的大学医院，德文：Klinikum rechts der Isar der TU München，以及慕尼黑德意志心脏研究中心），体育科学，经济学，营养科学中心，土地规划和设立于Weihenstephan（弗莱辛，德文：Freising）的环境科学。这些科系的结合使得慕尼黑工业大学享有在欧洲众多工业大学中的独特优势。
人文社会神学等科学主要设立于慕尼黑的另一所综合性大学：慕尼黑-路德维希-马克西米连大学（即建校500多年的慕尼黑大学(1472年建立)），并且该校也设立了与慕尼黑工業大学相同的一些科系，例如在两校都设立的物理、化学、计算机相關系所。两所学校在自然学科的研究中都曾取得过一定的成就，历史上曾有18位诺贝尔奖获得者与慕尼黑工業大学有渊源，相对应的是36位诺贝尔奖获得者曾在慕尼黑大学学习或工作过。
2006年起，德国政府开始实施德国大学卓越计划，慕尼黑工业大学成为首批三所精英大学之一，在2012年的再次评选中获得通过，将保留精英大学的称号直至2017年的再一次评选。

## 慕尼黑工业大学诺贝尔奖得主列表
1. 2017 约阿希姆·弗兰克 (诺贝尔化学奖)
2. 2007 格哈德·埃特尔 (诺贝尔化学奖)
3. 2001 沃夫冈·凯特利 (诺贝尔物理学奖)
4. 1991 理查德·恩斯特 (诺贝尔化学奖)
5. 1991 厄温·内尔 (诺贝尔生理学或医学奖)
6. 1989 沃尔夫冈·保罗 （诺贝尔物理学奖）
7. 1988 罗伯特·胡贝尔 (诺贝尔化学奖)
8. 1988 约翰·戴森霍费尔 (诺贝尔化学奖)
9. 1987 卡尔·米勒（诺贝尔物理学奖）
10. 1986 恩斯特·鲁斯卡 (诺贝尔物理学奖)
11. 1985 克劳斯·冯·克利青 (诺贝尔物理学奖)
12. 1973 恩斯特·奥托·菲舍尔 (诺贝尔化学奖)
13. 1972 约翰·施里弗 (诺贝尔物理学奖)
14. 1964 费奥多尔·吕嫩(诺贝尔生理学或医学奖)
15. 1964 康拉德·布洛赫 (诺贝尔生理学或医学奖)
16. 1961 鲁道夫·穆斯堡尔 (诺贝尔物理学奖)
17. 1930 汉斯·菲舍尔 (诺贝尔化学奖)
18. 1929 托马斯·曼 (诺贝尔文学奖)
19. 1927 海因里希·奥托·威兰 (诺贝尔化学奖)

## 普利兹克奖得主
1. 1986 哥特佛伊德·波姆, 建筑学家

## 莱布尼茨奖
1. 2012 Barbara Wohlmuth - 数值分析
2. 2001 Arthur Konnerth - 神经生理学
3. 1997 Jean Karen Gregory - 材料科学
4. 1997 Ernst Mayr - 计算机科学
5. 1995 Gerhard Hirzinger - 计算机科学
6. 1991 Karl-Heinz Hoffmann - 应用数学
7. 1994 Manfred Broy - 计算机科学
8. 1989 Joachim Milberg - 制造工程学
9. 1987 Gerhard Abstreiter - 半导体物理学
10. 1987 Wolfgang A. Herrmann - 无机化学
11. 1987 Hubert Schmidbaur - 无机化学

## 该校其他名人
- 海因里希·希姆莱，德国政治人物
- Prof. Dr. Friedrich Ludwig Bauer, 数学家，计算机学家
- Prof. Rudolf Bayer, Ph.D., B树（一种数据结构）的发明者，计算机学家
- Prof. Dr. Roland Bulirsch, 数学家
- Prof. Dr. Otto Meitinger, 建筑学家，慕尼黑工业大学前任校长
- Prof. Dr. Friedrich von Thiersch, 建筑学家
- Helmut Jahn, 建筑学家
- Stephan Braunfels, 建筑学家
- Prof.Peter Latz 著名景观建筑师，城市规划师
- Rudolf Diesel, 发动机设计学家
- Claude Dornier, 克劳德.道尼尔，道尼尔航空创始人，德国著名飞行器设计师
- Prof. Theodor Ganzenmüller (Dampftheo), 能源与酿酒设备教授，蒸汽酿酒技术的发明者
- Prof. Dr. Walther Keßler, 物理学家，慕尼黑工业大学前任校长 1976-1994
- Dr. Leo König, 杜伊斯堡König啤酒厂前任老板
- Prof. Dr. Carl von Linde, 发明家（如：製冷機器的发明）
- Prof. Dr. Heinz Maier-Leibnitz, 德国科研協會前任主席
- 威利·梅塞施密特, 飞机设计师
- Prof. Dr.-Ing. Joachim Milberg (宝马公司前任董事长，现任监事会主席)
- Prof. Dr. Ludwig Narziß, 啤酒学教授
- Prof. Dr. Ludwig Prandtl, “流体力学之父”
- Dr. Friedrich Schadeberg, Krombacher啤酒厂创始人
- Oskar von Miller, 德意志博物馆的创始人
- Prof. Dr. Ulrich Walter, 物理学家，宇航员
- 江漢聲，醫學家，天主教輔仁大學校長
- 薩曼塔·克里斯托福雷蒂，意大利宇航员

## 图书馆
慕尼黑工业大学由于其分布三地的校区，其图书馆拥有10个分馆。

## 排名
慕尼黑工業大學在各类世界大学排行榜上皆稳居全球百名內，為德國學術資源最为集中、声誉最佳的前三大高校之一。

### 世界性大学排名
在2025年QS世界大学排名中，慕尼黑工业大学名列德国第1，全球第28位。在2025年泰晤士高等教育世界大學排名中，慕尼黑工业大学名列德国第1，全球第26位。在2024年軟科世界大学学术排名(ARWU)中，慕尼黑工业大学名列德国第2，全球第47位。在2023-2024年《美国新闻與世界报导》的全球大学排名中，慕尼黑工业大学名列德国第4，全球第82位。
在2022年泰晤士高等教育世界大學排名的全球大學就業能力排名(Global University Employability Ranking)中，慕尼黑工业大学名列德国第1，全球第12。在2022年泰晤士高等教育世界大學排名的工業、創新和基礎設施的影響力排名(Impact Rankings: industry, innovation, and infrastructure)中，慕尼黑工业大学並列全球第1。

### 德国《明镜》杂志
- 2005年的大学排名中慕尼黑工业大学均名列德国第一。

### 德国《焦点》杂志
- 2004年的大学排名中慕尼黑工业大学均名列德国第一。
- 2005年的大学排名中慕尼黑工业大学均名列德国第一。
- 2007年的大学排名中慕尼黑工业大学均名列德国第一。

## 學術合作
慕尼黑工業大學在世界各地的合作夥伴院校達151間，除此之外，在新加坡也設有與新加坡國立大學及南洋理工大學合作的亞洲校區，同時也與眾多企業，如空中巴士、BMW集團組成TUM卓越夥伴聯盟 (TUM Partners of Excellence)。